# Canthon monilifer
Canthon monilifer là một loài bọ cánh cứng trong họ Bọ hung (Scarabaeidae).